# هامان (شخصیت قرآن)
هامان، از شخصیت‌های حکومت فرعون در زمان موسی بود. نام‌هامان شش بار در قرآن به کار رفته‌است که در تمام موارد، همراه با نام فرعون است. در دو آیه، نام قارون نیز در کنار این دو آمده‌است. هامان به جهت کمک‌هایش به فرعون، یکی از درباریان فاسد و گنهکار به‌شمار آمده‌است.

## جایگاه هامان
نام‌هامان شش بار در قرآن ذکر شده‌است: سه بار در سوره قصص آیه‌های ششم، هشتم و سی و هشتم، و یک بار در سوره عنکبوت آیه سی و نهم، و دو بار در سوره غافر آیه‌های بیست و چهارم و سی و ششم. بنا بر آیات قرآن، هامان از شخصیت‌های صاحب‌نفوذ حکومت فرعون در زمان موسی بوده‌است. در قرآن از سپاه مصر، با نام لشکریان فرعون وهامان یاد شده‌است.
برخی از مفسران شیعه و اهل سنت، معتقدندهامان، وزیر و مشاور اعظم فرعون بوده‌است؛ اما شیخ طوسی وزیر بودن‌هامان را نظریه ضعیفی دانسته‌است.
پس از آنکه موسی بر ساحران پیروز شد و موقعیت فرعون به خطر افتاد، به دستور فرعون، هامان برای او قصر و برج بسیار بلندی ساخت تا فرعون بالای آن رفته، از خدای موسی خبری پیدا کند. در حدیثی، پیامبر اسلام، حضرت محمد، دوازده نفر از بدترین انسان‌ها را نام برده‌است که‌هامان یکی از آنان است.

## تشابه اسمی بین دوهامان
شباهت اسمی میان‌هامان وزیر فرعون (شخصیت قرآن) و هامان وزیر خشایارشا، موجب شده‌است که شرق‌شناسان غربی، محمد را به خطای تاریخی متهم کنند. آن‌ها معتقدند محمد بر اثر سوء برداشت از منابع یهودی، هامان وزیر خشایارشا را با وزیر فرعونِ معاصرِ موسی اشتباه گرفته‌است و حال آن‌که‌هامان وزیر فرعون اصلاً وجود تاریخی نداشته‌است؛ اما مفسران شیعه و اهل سنت، این گفته شرق‌شناسان را درست ندانسته‌اند.
دائره المعارف قرآن ـ چاپ لیدن هلند ـ در کنار اشاره به قول مشهور محققان غربی در موردهامان، به دیدگاه مذکور نیز توجه داشته و احتمال می‌دهد که‌هامان، معرّب کلمه مصری‌ها، آمِن، باشد که عنوان بالاترین روحانی و شخص دوم بعد از فرعون بوده‌است.

## نتیجه گیری
از نکاتی که در بالا به آن اشاره شد می توان نتیجه گرفت که مدرکی مشخص که وجود شخصی به نام هامان را در مصر، آن هم در مقامی بالا، چه وزارت یا منصبی دیگر، تأیید کند وجود ندارد و قطعا می توان گفت که این روایت قرآنی دارای ضعف سندی کامل است. 
برای روشن شدن بیشتر آن چه موجب رسیدن به این نتیجه است، نکات زیر بیان می شود.
۱) مصریان قومی کاتب بودند و از نخستین دودمانهای پادشاهی گزارشهای نوشتاری فراوانی مربوط به آیینهای دینی، تاریخ و روزنگار پادشاهانشان و بسیاری موضوعات از خود به یادگار گذاشته اند، که هرگز در این دوره نگارش ۳۰۰۰ ساله حتی نیم خط وجود ندارد که در آن ردپایی از داستانهای پیامبران قوم یهود باشد.
۲) حم ایونو نزدیکترین نام در تاریخ مصر به نام هامان است. او به احتمال زیاد خواهرزاده خوفو، از بزرگترین پادشاهان مصر است که به دستور او هرم بزرگ جیزه ساخته شد.
حم ایونو، معمار این بنای بزرگ بود و از آنجا که معماران بالاترین مرتبه را در دربار پادشاهان مصر داشتند از این رو خود به خود، وزیر و نفر دوم فرمانروایی محسوب می‌شدند.
در در قرآن دو بار فرعون به هامان دستور داده است که برای او برجی بلند بسازد، این بدان معناست که هامان معمار فرعون نیز بوده است و آن کس که معمار بوده قطعا وزیر فرعون هم بوده است پس نظر شیخ طوسی درباره ضعیف بودن وزارت هامان نادرست است.
۳) گروهی هم بر این عقیده اند که در واقع هامان تغییر یافته و عربی شده آمون است.
درک و برداشت اینان نیز نادرست است چرا که پنداشته اند آمون کاهنی در پرستشگاه‌های مصری بوده است که می‌توانست نقش نفر دوم پادشاهی را ایفا کند، اما اینان باید بدانند که آمون یا آمون رع خدای بزرگ مصری است و در جایگاه زمینی منصبی آن هم پس از فرعون ندارد. از سوی دیگر آن چه از طبیعت زبان عربی می‌دانیم این است که عرب‌ها معمولاً نام های بیگانه را کوتاه‌تر می‌کنند و برخی از حرف‌های آنان را حذف می‌کنند و در اینجا در سنتی متفاوت به جای حذف کردن حروف، بدان افزوده‌اند و آمون را هامان کرده‌اند.
۴) در ادبیات داستانی فارسی به ۲ نام بر می خوریم که هر دو در شاهنامه آمده است: یکی هومان و دیگری  قارن است که قارن معرب کارن است.
نام نخست به هامان شباهت دارد و دومی به قارون.
این ۲ نام، نام سرداران ایرانی است که موجب افتخار بوده اند و اتفاقا اصلن دور از پندار نیست که عرب ها که همیشه با نگاهی پر از دشمنی به فرهنگ ایرانی می نگریستند، از ۲ نام پر افتخار، ۲ شخصیت منفور بسازند. 
۵) نکته ای بسیار ظریف در این جا وجود دارد، آن هم مربوط به یکی از آن ۲ آیه ای است که فرعون در آنها به هامان دستور ساختن برج می‌دهد. در یکی از آن دو آیه می‌گوید ```بر گل آتش بیفروز و برای من برجی بساز```. مفهوم آن این است که دستور ساخت برج به وسیله خشت پخته یا همان آجر بوده است، همگان خوب می‌دانند که در معماری مصری آنجا که سخن از ساختن بناهای بلند و شکوهمند می‌شود تنها ماده ساختمانی سنگ است. در مصر باستان برای ساختن برخی بناهای کوچکتر همچون مصطبه‌ها از خشت خام هم استفاده می‌شد اما توجه به این نکته ضروری است که از خشت خام نه آجر و یا خشت پخته.
این شیوه ساختمان سازی در میانرودان و جنوب غرب ایران برای ساخت بناهای مرتفعی چون زیگورات‌ها رایج بوده است. حتی این نوع بیان قرآن به نوعی یادآور برج بابل می‌باشد که در کتاب مقدس به آن اشاره شده است.
پس به سادگی می‌توان دید که آن بیان قرآن در شیوه برج سازی با آجر، به طور کامل با آن چه در واقعیت وجود داشت، متفاوت است.